# Paichou
Paichou (kinesiska: 排绸, 排绸乡) är en socken i Kina. Den ligger i provinsen Hunan, i den södra delen av landet, omkring 290 kilometer väster om provinshuvudstaden Changsha. Antalet invånare är 3909. Befolkningen består av 1 944 kvinnor och 1 965 män. Barn under 15 år utgör 27,0 %, vuxna 15-64 år 55 %, och äldre över 65 år 17,0 %.
Genomsnittlig årsnederbörd är 1 975 millimeter. Den regnigaste månaden är maj, med i genomsnitt 366 mm nederbörd, och den torraste är januari, med 43 mm nederbörd.